# Gobiodon
Gobiodon is een geslacht van straalvinnige vissen uit de familie van grondels (Gobiidae). Het geslacht is voor het eerst wetenschappelijk beschreven in 1856 door Bleeker.

## Soorten
- Gobiodon acicularis Harold & Winterbottom, 1995
- Gobiodon albofasciatus Sawada & Arai, 1972
- Gobiodon atrangulatus Garman, 1903
- Gobiodon axillaris De Vis, 1884
- Gobiodon brochus Harold & Winterbottom, 1999
- Gobiodon ceramensis (Bleeker, 1853)
- Gobiodon citrinus (Rüppell, 1838)
- Gobiodon fulvus Herre, 1927
- Gobiodon heterospilos Bleeker, 1856
- Gobiodon histrio (Valenciennes, 1837)
- Gobiodon micropus Günther, 1861
- Gobiodon multilineatus Wu, 1979
- Gobiodon oculolineatus Wu, 1979
- Gobiodon okinawae Sawada, Arai & Abe, 1972
- Gobiodon prolixus Winterbottom & Harold, 2005
- Gobiodon quinquestrigatus (Valenciennes, 1837)
- Gobiodon reticulatus Playfair, 1867
- Gobiodon rivulatus (Rüppell, 1830)
- Gobiodon spilophthalmus Fowler, 1944
- Gobiodon strangulatus
- Gobiodon unicolor Castelnau, 1873